# Aéroport international Alfonso-Bonilla-Aragón
L'aéroport international Alfonso-Bonilla-Aragón (code IATA : CLO • code OACI : SKCL) est un aéroport international situé sur le territoire de la ville de Palmira, dans le département de Valle del Cauca en Colombie, à environ une dizaine de kilomètres à l'ouest du centre-ville. Mais il dessert principalement Cali, la troisième ville du pays en nombre d'habitants, dont le centre est situé à environ une quinzaine de kilomètres au sud-est de l'aéroport. Ouvert depuis le 24 juillet 1971, il est lui-même actuellement le troisième aéroport de Colombie. Nommé à l'origine aéroport international de Palmaseca (du nom d'un lieu-dit de Palmira où il est situé), son renommage (qui fait l'objet de polémiques) rend hommage à Alfonso Bonilla Aragón (es) (1917-1979) écrivain, journaliste et notable vallecaucano, promoteur de la construction du terminal.

## Situation

### Carte des aéroports de Colombie
| \| 20 km1:4 119 000 \| Acandí Apartadó / Carepa Araracuara Arauca Armenia Bahía Solano Barrancabermeja Barranquilla / Soledad Bogota Bucaramanga · Lebrija Buenaventura Cali Carthagène · des Indes Corozal Cúcuta Florencia Guapi Ibagué Ipiales · Aldana La Chorrera La Pedrera Leticia Maicao Manizales Medellín Medellín O. H. Mitú Montería Neiva Nuquí Ocaña Pereira Popayán Providencia Puerto · Asís Puerto · Carreño Quibdó Riohacha San Andrés San José · del Guaviare San Juan · de Pasto San Vicente · del Caguán Santa Marta Saravena Tame Tumaco Valledupar Villavicencio Yopal |
| 20 km1:4 119 000 |

## Compagnies et destinations
| Compagnies        | Destinations |
| ----------------- | --- |
| American Airlines | Miami |
| Avianca           | - Barranquilla-E. Cortissoz, - Bogota-El Dorado, - Carthagène-R. Núñez, - Madrid-Barajas, - Medellín-J. M. Córdova, - Miami, - Santa Marta En saison: New York-John F. Kennedy, San Andrés-G. R. Pinilla |
| Avianca Express   | San Juan de Pasto |
| Clic              | - Bogota-El Dorado, - Florencia (en), - Guapi (en), - Medellín-J. M. Córdova, - Neiva (en), - Puerto Asís (en), - Quibdó (en), - San Juan de Pasto, - Tumaco (en), - Villavicencio (en)                  |
| Copa Airlines     | Panama-Tocumen |
| JetSmart Chile    | Antofagasta, Santiago du Chili-A.-M.-Benítez |
| LATAM Colombia    | - Bogota-El Dorado, - Carthagène-R. Núñez, - Medellín-J. M. Córdova, - San Andrés-G. R. Pinilla, - San Juan de Pasto, - Santa Marta                                                                      |
| SATENA            | Florencia (en), Guapi (en), Puerto Leguizam, San Luis d'Ipiales, Tumaco (en) |
| Spirit Airlines   | Fort Lauderdale-Hollywood |
| TAC               | Timbiqui |
| Wingo             | Aruba-Reine-Beatrix, Bogota-El Dorado, Cancún, Panama-Tocumen |

Édité le 08/04/2018  Actualisé le 18/12/2023

## Statistiques
Pour des raisons techniques, il est temporairement impossible d'afficher le graphique qui aurait dû être présenté ici.

Voir la requête brute et les sources sur Wikidata.